# Liste von Persönlichkeiten der Stadt Paderborn
Diese Liste enthält die Ehrenbürger von Paderborn, in Paderborn geborene Persönlichkeiten sowie solche, die in Paderborn gewirkt haben, dabei jedoch andernorts geboren wurden. Die Liste erhebt keinen Anspruch auf Vollständigkeit.

## Ehrenbürger von Paderborn
Die Stadt Paderborn hat folgenden Personen das Ehrenbürgerrecht verliehen:
- 1838: Diederich Friedrich Carl von Schlechtendal, Chefpräsident des OLG Paderborn
- 1865: Friedrich Eduard Traugott Lange, Präsident des OLG Paderborn
- 1871: Anton Karl Welter, Vizepräsident des Appellationsgerichts
- 1879: Joseph Freusberg, Weihbischof und Dompropst
- 1879: Gustav Bernhard Victor Meyer, Chefpräsident des Appellationsgerichts
- 1883: Friedrich Wilhelm von Niesewand, preußischer Generalleutnant
- 1899: Walther Jentzsch, Landrat
- 1903: Augustinus Gockel, Weihbischof und Domdechant
- 1903: Franz Nacke, Professor, Propst
- 1903: Heinrich Wigger, Generalvikar, Dompropst
- 1903: Heinrich Franz Joseph Ruland, Professor, Propst
- 1909: Hermann Kirchhoff, Ministerialbeamter
- 1910: Andreas Vüllers, Bergbauingenieur
- 1920: Karl Joseph Kardinal Schulte, Bischof von Paderborn bzw. Erzbischof von Köln
- 1930: Caspar Klein, Erzbischof von Paderborn
- 1931: Otto Plassmann, Bürgermeister
- 1933: Paul von Hindenburg, Reichspräsident
- 1946: Wilhelm Peters, Kaufmann
- 1947: Alois Fuchs, Theologe und Kunsthistoriker
- 1952: Johannes Hatzfeld, Theologe und Kirchenmusiker
- 1956: Lorenz Kardinal Jaeger, Erzbischof von Paderborn
- 1968: Christoph Tölle, Bürgermeister, Sparkassenrendant
- 1978: Jacques Maury, Bürgermeister von Le Mans
- 1980: Joachim Bieling, Lehrer und Heimatforscher
- 1984: Rainer Barzel, Bundestagspräsident und Bundesminister a. D.
- 1990: Herbert Schwiete, Bürgermeister
- 1991: Johannes Joachim Kardinal Degenhardt, Erzbischof von Paderborn
- 1999: Wilhelm Lüke, Bürgermeister

Wie zahlreiche andere Städte und Gemeinden Deutschlands verlieh 1933 auch die Stadt Paderborn dem damaligen Reichskanzler und NSDAP-Führer Adolf Hitler das Ehrenbürgerrecht. Da dieses Recht mit dem Tode des Beliehenen automatisch erlischt, ist eine Aberkennung nach dem Tode juristisch nicht möglich. Um dennoch in sinnfälliger Weise ein öffentliches und offizielles Zeichen der Erinnerung an das nationalsozialistische Unrecht zu setzen, hat der Rat der Stadt Paderborn am 3. Februar 1983 anlässlich der 50. Wiederkehr des Jahrestages der sogenannten Machtergreifung beschlossen, den Namen Hitlers formell aus der Ehrenbürgerliste der Stadt zu streichen.

## In Paderborn geborene Persönlichkeiten

### Bis 1800
- Heinrich Aldegrever (1502–zwischen 1555 und 1561), Kupferstecher, Maler und Siegelschneider
- Liborius Wichard (~1550–1604), Bürgermeister
- Heinrich Gröninger (1578/79–1631), Bildhauer
- Gerhard Gröninger (1582–1652), Architekt und Bildhauer
- Reiner von Landau, Geburtsname Johannes Landau (1585–1637), Theologe, Abt des Stifts Melk
- Johann Mauritz Gröninger (1652–1707), Bildhauer und Maler
- Ferdinand von Plettenberg (1690–1737), Obristkämmerer und Erbmarschall
- Johann Theodor Axer (1700–1764), Bildhauer und -schnitzer des Barock
- Hermann Werner von der Asseburg (1702–1779), kurkölner Minister
- Herman Ulphilas (1702–1761), Naturforscher
- Wilhelm Aschoff (1723–1788), preußischer Regierungsrat
- Friedrich Wilhelm von Westphalen (1727–1789), Fürstbischof von Hildesheim und Paderborn
- Anton Joseph Stratmann (1732–1807), Künstler
- Ignatius Ferdinand von Vogelius (1740–1784), Freiherr, kurkölnischer Geheimer Rat und Ortsherr
- Clemens August von Westphalen (1753–1818), Kurmainzer Staatsminister und kaiserlicher Gesandter
- Richard Dammers (1762–1844), Priester, Jurist und Bischof von Paderborn
- Wilhelm Anton Ficker (1768–1824), Arzt, Gründer des Landeshospitals[2]
- Ignaz Theodor Liborius Meyer (1773–1843), Domkapitular, Archivar und Historiker
- Franz Anton Cramer (1776–1829), Apotheker, Besitzer der Cramer’schen Hofapotheke
- Anton Ferdinand Holtgreven (1778–1848), Geistlicher und Paderborner Weihbischof
- Joseph von Hartmann (1780–1859), preußischer Landrat
- Sophie Schröder (1781–1868), Sängerin und Schauspielerin
- Friedrich Sertürner (1783–1841), Apotheker und Entdecker des Morphins
- Alexander Brandis (1784–1869), Stadtdirektor und Bürgermeister von Paderborn
- Anton Overmann II. (1787–1843), Orgelbauer
- Wilhelm Friedrich Overmann (1789–1839), Orgelbauer

### 1801 bis 1850
- Fanny Nathan (1803–1877), Gründerin des jüdischen Waisenhauses
- Georg Joseph Rosenkranz (1803–1855), Direktor des Vereins für Geschichte und Altertumskunde Westfalens, Abt. Paderborn[3]
- Friedrich Wilhelm Heithecker (1804–1881), Maler
- Joseph Hermann Schmidt (1804–1852), Paderborner Arzt, Direktor der Geburtsabteilung der Charité in Berlin
- Friedrich Becker (Maler, 1805) (1805–1865), Genre-, Historien- und Porträtmaler der Düsseldorfer Schule
- Eduard von Raven (1807–1864), preußischer General
- Valentin Gröne (1817–1882), römisch-katholischer Geistlicher und Kirchenhistoriker
- Karl von Wilmowski (1817–1893), Jurist, Chef des Geheimen Zivilkabinetts und Mitglied im preußischen Herrenhaus
- Franz von Löher (1818–1892), Politiker, Jurist und Historiker
- Gustav von Wilmowski (1818–1896), Rechtswissenschaftler und Rechtsanwalt
- Christoph Ernst Friedrich von Forcade de Biaix (1821–1891), Rittergutsbesitzer, Richter und Mitglied des deutschen Reichstags
- Friedrich Marpurg (1825–1884), Dirigent und Komponist
- Julius von Ficker (1826–1902), deutsch-österreichischer Historiker
- Heinrich Hesse (1827–1902), Kaufmann und Mitglied des Deutschen Reichstags
- Andreas Vüllers (1831–1931), Berg- und Hüttendirektor
- Ignaz Böttrich (1835–1924), Richter am Reichsgericht des Deutschen Kaiserreiches in Leipzig
- Karl Schmidt (1836–1894), Rechtshistoriker
- Heinrich Vollmar (1839–1915), katholischer Priester und Feldpropst
- Otto Schmidt (1842–1910), Jurist und Mitglied des Deutschen Reichstags
- Karl Crüwell (1845–1899), Kaufmann und Politiker
- Heinrich Gerlach (1846–1928), Mediziner und Politiker
- Gustav Wendt (1848–1933), Lehrer und Politiker

### 1851 bis 1900
- Karl von Plettenberg (1852–1938), preußischer Offizier
- Clemens Baeumker (1853–1924), katholischer Philosoph und Philosophiehistoriker
- Heinrich Keiter (1853–1898), Schriftsteller, Redakteur des Westfälischen Merkur und des Deutschen Hausschatzes
- Franz Mündelein (1857–1926), Architekt
- Julius Malten (1860–1915), Opernsänger
- Karl Féaux de Lacroix (1860–1927), Heimatforscher
- Hermann-Joseph Wurm (1862–1941), römisch-katholischer Geistlicher und Journalist
- Hubert Grimme (1864–1942), Semitist
- Johannes Schütz von Leerodt (1872–1953), preußischer Ministerialbeamter, Jurist und Landrat
- Carl Hettlage (1874–1935), Politiker
- Johannes Rabeneck (1874–1960), Jesuit und Dogmatiker
- Hans Güldenpfennig (1875–1945), Architekt
- Johannes Buse (1876–1925), Buchdrucker und Schriftsteller
- Josef Büssemeier (1877–1954), Politiker
- Heinrich Lücking (1884–1968), Politiker
- Ferdinanda Mündelein (1886–1944), Steyler Missionsschwester und Märtyrin
- Johannes Brockmann (1888–1975), Politiker
- Franz Kluthe (1889–1957), Verwaltungsjurist und Landrat im Landkreis Wiedenbrück
- Josef Ortner (1891–1951), Verwaltungsjurist und Landrat
- Leo Sarrazin (1891–1969), Bankmanager
- Hermann Brockmann (1892–1953), Politiker
- Heinrich Vockel (1892–1968), Wirtschaftspolitiker
- Friedrich Wilhelm Willeke (1893–1965), Politiker
- Ella Bergmann-Michel (1895–1971), Malerin, Fotografin und Dokumentarfilmerin
- Hans Kraft (1895–1978), Maler, Gebrauchsgraphiker und Kunsterzieher
- Friedrich-Wilhelm Kliem (1896–nach 1955), Tischler, SS-Hauptscharführer und Lagerführer der Hamburger Frauen-Konzentrationslager Neugraben und Tiefstack
- Hermann Tölle (1896–1967), Journalist und Schriftsteller
- Karl-Josef Koch (1897–1958), Politiker
- Otto Flachsbart (1898–1957), Maschinenbauer
- Christoph Tölle (1898–1977), Politiker

### 1901 bis 1925
- Heinrich Kalbers (1901–1969), Politiker
- Josef Wirmer (1901–1944), Jurist und Widerstandskämpfer gegen den Nationalsozialismus
- Johannes Ising (1902–1971), Politiker
- Jupp Ernst (1905–1987), Grafiker, Industriedesigner und Pädagoge
- Joseph Spohr (1905–1979), Jurist und Binnenhafen-Manager
- Tea Ernst (1906–1991), Designerin und Unternehmerin
- Josef Lucas (1906–1973), Architekt
- Josef Hißmann (1907–1989), Autor
- Jupp Besselmann (1909–1983), Boxer
- Josefthomas Brinkschröder (1909–1992), Maler und Bildhauer
- Otto Kindt (1909–2006), Architekt
- Heinrich Meier (1910–1989), SS-Hauptscharführer und Blockführer im KZ Sachsenhausen
- Wilhelm Menke (1910–2007), Biologe am Max-Planck-Institut für Züchtungsforschung
- Otto Höxtermann (1912–2002), Fußballspieler und -trainer
- Jenny Aloni (1917–1993), deutsch-israelische Schriftstellerin
- Karl-Heinz Saxowski (1918–1981), Politiker
- Gerd Semmer (1919–1967), Lyriker, Feuilletonist und Übersetzer
- Anton Borgmeier (1920–2006), Wirtschaftswissenschaftler
- Joseph Köhler (1920–2011), Politiker
- Aloys Schwarze (1921–1990), Politiker
- Friedrich Wilhelm Christians (1922–2004), Bankier
- Clemens Christians (1923–1998), Gymnasiallehrer, Politiker und Präsident des Deutschen Lehrerverbandes
- Josef Rikus (1923–1989), Bildhauer
- Erentrud Trost (1923–2004), Glasmalerin und Mosaizistin
- Leo Ernesti (1925–1996), Offizier und Politiker
- Rolf Ertmer (1925–2004), Modellbahner und Autor
- Heinz Nixdorf (1925–1986), Computerpionier und Unternehmer
- Eva Sternheim-Peters (1925–2020), Lehrerin und Psychologin

### 1926 bis 1950
- Dieter Thoma (1927–2017), Journalist und Moderator
- Heinrich Frohne (1928–2021), Elektrotechniker und Fachbuchautor
- Karl Vibach (1928–1987), Theaterregisseur, -intendant, Schauspieler und Drehbuchautor
- Walter Bunsmann (1928–2017), Architekt
- Walter Seidensticker (1928–2019), Richter
- Franz Drewes (1929–2017), Verwaltungsjurist
- Rainer Kolligs (1929–2015), Bergbaumanager und Bergwerksdirektor
- Lothar Eley (1931–2020), Philosoph, Logiker und Phänomenologe
- Elmar Jansen (1931–2017), Kunsthistoriker, Autor und Herausgeber
- Meinolf Wewel (* 1931), Verleger
- Franz-Josef Spieker (1933–1978), Filmemacher
- Wilhelm Lüke (1934–2021), Politiker
- Helmut Scherer (* 1934), Bürger der Stadt Unna und Initiator des kleinsten Karnevalsumzugs der Welt
- Norbert Brox (1935–2006), katholischer Theologe
- Toto Blanke (1936–2013), Jazzgitarrist
- Heinrich Rüthing (1937–2017), Historiker
- Heinz-Meinolf Stamm (* 1938), katholischer Theologe, Kirchenhistoriker und Bibliothekar
- Manfred Alexander (* 1939), Historiker
- Franz-Josef Balke (* 1939), Politiker
- Gerhart Kreft (* 1939), Richter am Bundesgerichtshof
- Werner Franke (1940–2022), Professor für Zell- und Molekularbiologie
- Hans Ulrich Humpert (1940–2010), Komponist und Hörspielmacher
- Franz-Josef Jakobi (* 1940), Historiker und Archivar
- Rolf Oberliesen (* 1940), Erziehungswissenschaftler
- Rainer Waltert (* 1940), Fußballschiedsrichter
- Ulrich Vogt (* 1941), Lehrer und Sachbuchautor
- Franz-Josef Leikop (* 1942), Politiker
- Alois Schröder (* 1942), katholischer Priester
- Ingo Sommer (* 1942), Architekturhistoriker und Hochschullehrer
- Elija Boßler (* 1943), Unbeschuhte Karmelitin, Fotografin
- Rainer Christoph Schwinges (* 1943), Historiker
- Michael Geier (* 1944), Diplomat
- Jörg Gülden (1944–2009), Musikjournalist und Musiker
- Helmut Zielinski (1944–2017), Geistlicher, römisch-katholischer Theologe und Professor für Moraltheologie und Ethik
- Ingbert Koppermann (* 1945), 1967 bis 1973 Basketball-Nationalspieler (DBB), 2005 bis 2009 Gründungsgeschäftsführer ARGE Paderborn
- Karl-Heinz Wange (* 1946), Wirtschaftsingenieur und Politiker
- Engelbert Westkämper (* 1946), Professor
- Annelie Marquardt (* 1947), Juristin und Richterin am Bundesarbeitsgericht
- Mechtild Rothe (* 1947), Politikerin
- Wolfgang Schulte (* 1947), Politiker
- Hubert Tintelott (* 1947), Generalsekretär des Internationalen Kolpingwerkes
- Jürgen Heumann (* 1948), Religionspädagoge und Universitätsprofessor
- Wolfgang Nieke (* 1948), Erziehungswissenschaftler
- Wolfgang Schmitz (* 1948), Politiker
- Gerd Wameling (* 1948), Theater- und Filmschauspieler
- Klaus Ehl (* 1949), Leichtathlet
- Carl Hegemann (1949–2025), Autor und Theaterschaffender
- Karin Hagemann (* 1949), Politikerin
- Cornelia Rogall-Grothe (* 1949), politische Beamtin
- Hannelore Ludwig (* 1949), Politikerin
- Regina Schulte (1949–2024), Historikerin
- Frederick Schulze (* 1949), Politiker
- Hans-Günther Vosseler (* 1949), Schwimmer
- Karlheinz Barwasser (* 1950), Schriftsteller
- Rolf Schönlau (* 1950), Schriftsteller

### 1951 bis 1975
- Franz-Josef Bode (* 1951), emeritierter Bischof von Osnabrück
- Wilfried Finke  (1951–2019), Unternehmer und Fußballfunktionär
- Wolfgang Kuhoff (* 1951), Althistoriker
- Michael Hartmann (* 1952), Soziologe
- Elmar Schreiber (* 1952), Physiker, Mathematiker, Hochschullehrer, Gründungspräsident der Jade-Hochschule
- Markus Bentler (* 1953), Generalleutnant des Heeres der Bundeswehr
- Burkhard Freitag (* 1953), Informatiker, Hochschullehrer, Präsident der Universität Passau
- Volker Heuer (* 1953), Manager
- Eva Brinkschulte (* 1954), Medizinhistorikerin und Medizinethikerin
- Ulrich Günther (* 1954), Schauspieler, Drehbuchautor und Songwriter
- Josef Kloppenburg (* 1954), Musikwissenschaftler und Musikpädagoge
- Gisela Staupe (* 1954), Kuratorin
- Martin Textor (* 1954), Autor, Publizist und Pädagoge
- Susanne Asche (* 1955), Literaturwissenschaftlerin
- Georg Fortmeier (* 1955), Politiker
- Hans-Joachim Grote (* 1955), Kommunalbeamter und Politiker
- Bernward Hoffmann (* 1955), Erziehungswissenschaftler
- Peter Kinne (* 1955), Optiker, Manager und Sachbuchautor
- Martin Lüning (* 1955), Fernseh- und Bühnenschauspieler
- Harald Pohlmann (* 1955), Politiker
- Michael Sagurna (* 1955), Politiker
- Heinrich Wilhelm Schäfer (* 1955), evangelische Theologe, Religionssoziologie und Hochschullehrer
- Christoph Wurm (* 1955), Philologe und Autor
- Sigrid Beer (* 1956), Politikerin
- Pinguin Moschner (* 1956), Tubist
- Martin Classen (* 1957), Jazzmusiker
- Hermine Huntgeburth (* 1957), Regisseurin
- Marion Griffiths-Karger (* 1958), Lehrerin, Werbetexterin, Roman- und Krimiautorin
- Michael Mönninger (* 1958), Journalist, Architekturkritiker und Hochschullehrer
- Ulrich Bröckling (* 1959), Soziologe
- Klaus Ceynowa (* 1959), Bibliothekar und Generaldirektor der Bayerischen Staatsbibliothek in München
- Rüdiger Hütte (* 1959), Politiker
- Herman Reichold (* 1959), Pop-Art-Maler
- Georg Steins (* 1959), römisch-katholischer Theologe
- Christa Müller (* 1960), Soziologin und Publizistin
- Cornelia Brink (* 1961), Historikerin
- Michael Dreier (* 1961), Bürgermeister von Paderborn
- Rainer Heller (* 1961), Politiker
- Karina Odenthal (* 1961), Schriftstellerin und Dramaturgin
- Gerhard Gemke (* 1962), Musiker und Autor
- Markus Disse (* 1963), Hydrologe und Professor
- Antonius Kass (* 1963), Sportmediziner und Volleyballspieler
- Peter Liggesmeyer (* 1963), Informatiker
- Ulrike Lubek (* 1963), Direktorin der Landschaftsversammlung Rheinland
- Martin Middeke (* 1963), Anglist und Literaturwissenschaftler
- Elmar Simon (* 1963), Koch, mit einem Stern im Guide Michelin ausgezeichnet
- Claudia Vorst (* 1963), Pädagogin, Germanistin und Hochschullehrerin
- Manfred Winter (* 1963), Basketballspieler und Sportjournalist
- Andreas Fischer (* 1964), Fußballspieler
- Rüdiger Hoffmann (* 1964), Kabarettist und Musiker
- Ralf Kabelka (* 1964), Komödiant
- Johannes Müller (* 1964), Ordenspriester
- Oliver Reese (* 1964), Dramaturg und Intendant
- Mechthild Kluth (* 1965), Leichtathletin
- Günter Kutowski (* 1965), Fußballspieler
- Ingrid Sudhoff (* 1965), Mittelalterarchäologin
- Christian Waldhoff (* 1965), Jurist und Professor
- Jörg Ernesti (* 1966), Theologe und Kirchenhistoriker
- Bettina Gockel (* 1966), Kunsthistorikerin
- Burkhard Schwuchow (* 1966), Bürgermeister von Büren
- Cornelia Tausch (* 1966), Politikerin
- Ludger Weskamp (* 1966), Politiker
- Patrick Bahners (* 1967), Journalist und Autor
- Peter Bolte (* 1967), Altsaxophonist
- Franz Josef von und zu Brenken (* 1968), Unternehmer
- Sascha Korf (* 1968), Moderator, Komiker, Improvisationskünstler und Schauspieler
- Paulus Vennebusch (* 1968), Autor
- Fabian Wittreck (* 1968), Jurist und Hochschullehrer
- Wieland Freund (* 1969), Journalist, Literaturkritiker, Autor und Übersetzer
- Stefan Höppner (* 1969), Literaturwissenschaftler
- Martin Driller (* 1970), Fußballspieler
- Bernd Hüttemann (* 1970), Generalsekretär der Europäischen Bewegung Deutschland
- Matthias Spielkamp (* 1970), Journalist
- Kornelia Vossebein (* 1970), Kulturschaffende
- Patrick Sensburg (* 1971), Bundestagsabgeordneter und Professor
- Stephan Oppel (* 1973), Orgelbauer
- Derya Türk-Nachbaur (* 1973), Bundestagsabgeordnete
- Eva Ruth Wemme (* 1973), Übersetzerin und Autorin
- Tina Lanik (* 1974), Theaterregisseurin
- Felix Fuchssteiner (* 1975), Regisseur, Drehbuchautor und Produzent
- Stefan Gödde (* 1975), Fernsehmoderator und Journalist

### Ab 1976
- Christian Dietz (* 1976), Basketballspieler
- Reiner Plaßhenrich (* 1976), Fußballspieler und -trainer
- Marvin Polte (* 1976), Volleyballspieler
- Judith Rakers (* 1976), Journalistin und Fernsehmoderatorin
- Daniel Sieveke (* 1976), Politiker
- Ansgar Frerich (* 1977), Mischtonmeister, Geschäftsführer und Kulturschaffender
- Carsten Linnemann (* 1977), Volkswirt und Politiker
- Mark Brain (* 1978), DJ und Produzent
- Antonio Di Salvo (* 1979), Fußballspieler
- Stefano Garris (* 1979), Basketballspieler
- Marius Nolte (* 1981), Basketballspieler
- Joachim Telgenbüscher (* 1981), Historiker und Journalist
- Matthias Struck (* 1982), Handballspieler
- Andreas Hartmann (* 1983), Kameramann und Videodesigner
- Lukas Kruse (* 1983), Fußballtorhüter
- Benjamin Rauer (* 1983), Politiker (Bündnis 90/Die Grünen)
- Mahir Sağlık (* 1983), türkischer Fußballspieler
- Daniel Scherning (* 1983), Fußballspieler
- Johann Büsen (* 1984), Künstler
- Manuel Eckel (* 1985), Fußballspieler
- Nora Zapf (* 1985), Lyrikerin, Übersetzerin und Literaturwissenschaftlerin
- Sebastian Freitag (* 1986), Kirchenmusiker und Domorganist
- Ardian Jevric (* 1986), Fußballspieler
- Sebastian Lange (* 1987), Fußballspieler
- Fabian Stratmann (* 1987), Radiomoderator und Journalist
- Christian Strohdiek (* 1988), Fußballspieler
- Nicolas Dinkel (* 1989), Schauspieler
- Kai Malina (* 1989), Schauspieler
- Fabienne Müller-Lütkemeier (* 1989), Dressurreiterin
- Tolgay Arslan (* 1990), deutsch-türkischer Fußballspieler
- Claudia Bujna (* 1991), Fußballspielerin
- Lisa Hackauf (* 1991), Volleyballspielerin
- Andreas Wiegel (* 1991), Fußballspieler
- Jasmin Duehring (* 1992), kanadische Radrennfahrerin
- Tim Paterok (* 1992), Fußballtorhüter
- Robin Brüseke (* 1993), Fußballspieler
- Annika Wiese (* 1993), Squashspielerin
- Aykut Soyak (* 1995), Fußballspieler
- Till Brinkmann (* 1995), Fußballtorhüter
- Christian Bunse (* 1995), Dartspieler
- Alexander Nübel (* 1996), Fußballtorhüter
- Marcel Eliasch (* 1997), Kirchenmusiker und designierter Domorganist des Trierer Doms
- Şahan Kaynak (* 1998), Fußballspieler
- Pia Leweling (* 1998), Volleyballspielerin
- Ron Schallenberg (* 1998), Fußballspieler
- Martin Ens (* 2001), Fußballspieler
- Stanislav Fehler (* 2002), Fußballspieler

## Bekannte Einwohner von Paderborn
- Altmann von Passau (≈1015–1091), Klostergründer und Bischof
- Gerhard II. zur Lippe (≈1190–1258), Geistlicher
- Hermann von Hessen (≈1450–1508), Geistlicher
- Johannes Pelcking (1573–1642), Weihbischof
- Konrad Wippermann († 1632), Kanzler[4]
- Ferdinand von Fürstenberg (1626–1683), Fürstbischof von Paderborn
- Franz Arnold von Wolff-Metternich zur Gracht (1658–1718), Fürstbischof von Paderborn
- Vitus Georg Tönnemann (1659–1740), Jesuit
- Georg Joseph Bessen (1781–1838), Gymnasiallehrer, Autor der Geschichte des Bisthums Paderborn [5]
- Johann Püllenberg (1790–1856), Professor am Gymnasium, Subregens im Seminar
- Luise Hensel (1798–1876), religiöse Dichterin
- Friedrich Wilhelm Weber (1813–1894), Arzt, Politiker und Dichter
- Karl Weierstraß (1815–1897), Mathematiker
- Wilhelm Engelbert Giefers (1817–1880), Gymnasialprofessor, Historiker und Autor
- Pauline von Mallinckrodt (1817–1881), Ordensgründerin der Kongregation der Schwestern der Christlichen Liebe
- Bernhard Joseph Féaux (1821–1879), Gymnasiallehrer und Autor
- Julius Evelt (1823–1879), Professor für Kirchengeschichte
- Friedrich Wilhelm Grimme (1827–1887), Schriftsteller, Heimatdichter und Botaniker
- Arnold Güldenpfennig (1830–1908), Architekt
- Peter Soemer (1832–1902), Theologe und Dichter
- Ferdinande von Brackel (1835–1905), Schriftstellerin
- Heinrich Wilhelm Waldeyer (1836–1921), Anatom
- Wilhelm Cuno (1876–1933), Geschäftsmann und Politiker
- Stephan Heibges (1888–1938), Altphilologe und Gymnasiallehrer
- Woldemar Winkler (1902–2004), Maler, Zeichner und Bildhauer
- Franz Hengsbach (1910–1991), Bischof von Essen
- Herbert Schwiete (1918–1994), Lehrer und Politiker
- Hugo Staudinger (1921–2004), Historiker und Wissenschaftstheoretiker
- Hanne Glodny (1924–2015), Medizinerin und Trägerin des Silvesterordens
- Herbert Behre (1927–1994), Direktor der Fürstenberg-Realschule
- Paul-Werner Scheele (1928–2019), Theologe und Hochschullehrer; von 1975 bis 1979 Weihbischof in Paderborn
- Günter Hagedorn (1932–2018), Sportwissenschaftler und Basketballtrainer
- Margarete Niggemeyer (1932–2020), Religionspädagogin
- Helmar Frank (1933–2013), Mathematiker und Kommunikationskybernetiker
- Eugen Drewermann (* 1940), katholischer Theologe und Psychoanalytiker
- Rütger Schäfer (* 1940), Bibliothekar und Soziologe
- Wilfried Hagebölling (* 1941), Bildhauer und Zeichner
- Karl-Heinz Indlekofer (* 1943), Mathematiker
- Heinz Josef Algermissen (* 1943), Bischof von Fulda
- Bernhard Lang (* 1946), katholischer Theologe
- Franz Jacoby (* 1947), Seniorchef der Unternehmensgruppe Jacoby, Träger des Verdienstordens des Landes Nordrhein-Westfalen
- Renata Al-Ghoul (* 1952), Künstlerin und Juristin
- Carsten Peter Thiede (1952–2004), Literaturwissenschaftler, Historiker und Papyrologe
- Ute Berg (* 1953), Politikerin
- Reinhard Marx (* 1953), Kardinal und Erzbischof von München und Freising
- Erwin Grosche (* 1955), Kabarettist, Schauspieler, Autor und Filmemacher
- Martin Leutzsch (* 1956), evangelischer Theologe
- Ali Askar Lali (* 1959), afghanischer Fußballspieler
- Gina Capellmann-Lütkemeier (* 1960), Dressurreiterin
- Gerhard Schuster (* 1966), Geologe, Naturfotograf und Autor, Abitur in Paderborn
- Simone Probst (* 1967), Politikerin
- Angela Webster (* 1972), Kassiererin, siehe Fall Bonbon-Angy
- Heiko Schumacher (* 1982), Baseballspieler und Sieger bei Schlag den Raab